# Kambodschanische Nationale Einheitspartei
Die Kambodschanische Nationale Einheitspartei (englisch Cambodian National Unity Party Khmer: គណបក្សសាមគ្គីជាតិកម្ពុជា) war eine Partei in Kambodscha. Sie wurde von den Roten Khmer am 30. November 1992 gegründet, um an den anstehenden Wahlen 1993 unter UN Aufsicht teilnehmen zu können. Sie gilt als Nachfolgepartei der Partei des Demokratischen Kampuchea. Die Partei übernahm den bewaffneten Arm der Vorgängerpartei die Nationalarmee des Demokratischen Kampuchea. Vorsitzende der Partei waren die Rote Khmer Kader Khieu Samphan und Son Sen. Zu einer Beteiligung an den Wahlen kam es nicht, da sich die Partei mit der UNTAC über die Teilnahme nicht einigen konnten. Die Partei löste sich 1997 auf nach dem die Roten Khmer in drei Lager zerfielen, und die Lager eigene Parteien gründeten. Die Roten Khmer zerfielen in die Machtbereiche um den früheren Außenminister Ieng Sary in Pailin, welcher Friedensverhandlungen mit dem Premierminister Hun Sen führten, die Truppen des ehemaligen Staatspräsidenten Khieu Samphan, welche mit dem Premierminister Norodom Ranariddh über die National United Front verbündet waren und in Anlong Veng ihre Machtbasis hatten, und die Hardliner um Pol Pot und Ta Mok, welche einen Waffenstillstand ablehnten und im Grenzgebiet zu den thailändischen Provinzen Sri Saket und Surin operierten.